# Leggadina
Leggadina é um gênero de roedores da família Muridae.

## Espécies
- Leggadina forresti (Thomas, 1906)
- Leggadina lakedownensis Watts, 1976